# La Chaussée-Saint-Victor
La Chaussée-Saint-Victor é uma comuna francesa na região administrativa do Centro, no departamento Loir-et-Cher. Estende-se por uma área de 6,63 km². Em 2010 a comuna tinha 4 647 habitantes (densidade: 700,9 hab./km²).